# Schuifklep (stoommachine)

D - schuifklep (D Slide Valve), William Murdoch

Animatie aandrijving schuifklep met dwangwiel

Een schuifklep is een lineair bewegende klep die de toevoer van stoom naar de cilinder en de afvooer van de afgekoelde stoom naar de condensor van een stoommachine regelt.
Aan het begin van het stoomtijdperk werden schuifkleppen algemeen toegepast in de lage druk (<300 kPa) stoommachines, in stationaire machines stond de cilinder meestal verticaal en in de stoomlocomotieven vrijwel altijd horizontaal.
Later vanaf het begin van de 20e eeuw werden voor de efficinter op hoger druk werkende machines andere klepsoorten gebruikt mede met het oog op de smering o.a. Corlissklep, zuigerklep en paddestoelklep. 

## De lange D-schuifklep van William Murdoch
Deze schuifklep werd uitgevonden door William Murdoch in samenwerking met het bedrijf Boulton and Watt, die de stoommachines van James Watt bouwde. De klep werd door William Murdoch in 1799 gepatenteerd maar voor die tijd al veelvuldig toegepast. De naam is afgeleid van de halfronde klep en behuizing.

### Werking
Bij deze klep zijn beide afsluiters uit één gietstuk vervaardigd, de schuifklep geplaatst  in een het huis of verdeelstuk.
Door deze constructie werd zowel de onder- en bovenklep bediend maar ook de stoomafvoer via de halve cilindervorm van de klep.
De stoomtoevoer gebeurt door de ruimte van het huis rond de halve cilinder. In de hoogste stand van het klepdeel is de stoomtoevoer naar de bovenste inlaat van de stoomcilinder geopend, de zuiger zal zich omlaag bewegen en de afgewerkte stoom wordt via het holle klepdeel afgevoerd naar de condensor. In de laagste stand is de werking tegenovergesteld en zal de zuiger weer omhoog gaan bewegen.
De aandrijving van de schuifklep wordt geregeld door een dwangwiel dat excentrisch aan de hoofdas van het 
vliegwiel is bevestigd. In het geval van een stoommachine met zonplaneetoverbrenging draaide het vliegwiel van de afnemende machine 2 maal sneller en moest de draaisnelheid worden verminderd met vertragingstandwielen.
De beweging van de kleppen en de verdeling van de stoom was verre van ideaal en nam ook veel energie daarom is het lange tijd onderwerp geweest voor allerlei nieuwe vindingen.

## Afbeeldingen

Stoommachine met D valve, William Murdoch
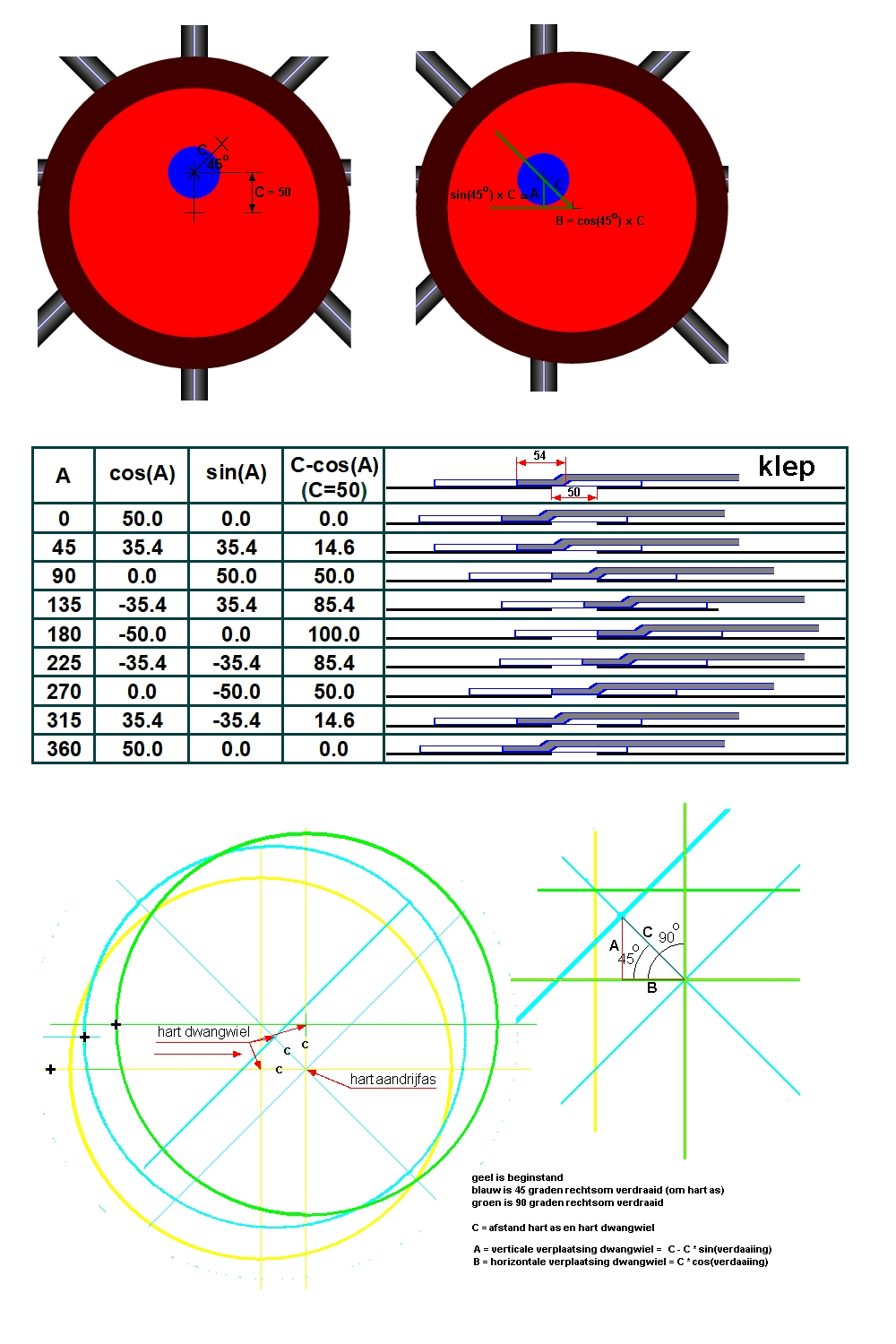
Uitleg aandrijving schuifklep d.m.v. dwangwiel
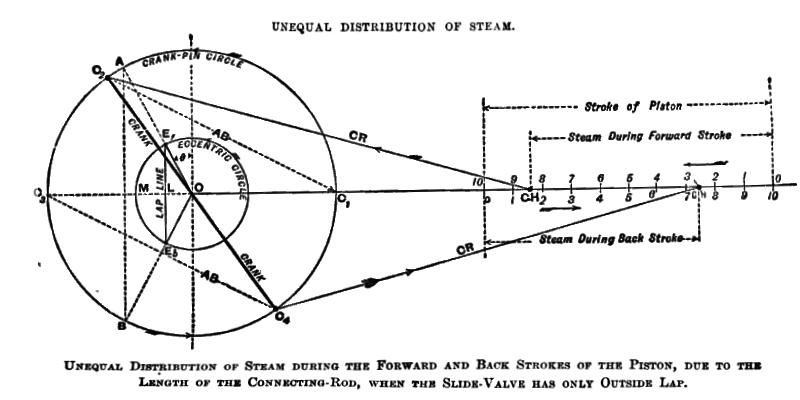
studie van de beweging en ongelijke verdeling van de stoomdruk, "A Text book on Steam and Steam Engines", page 100
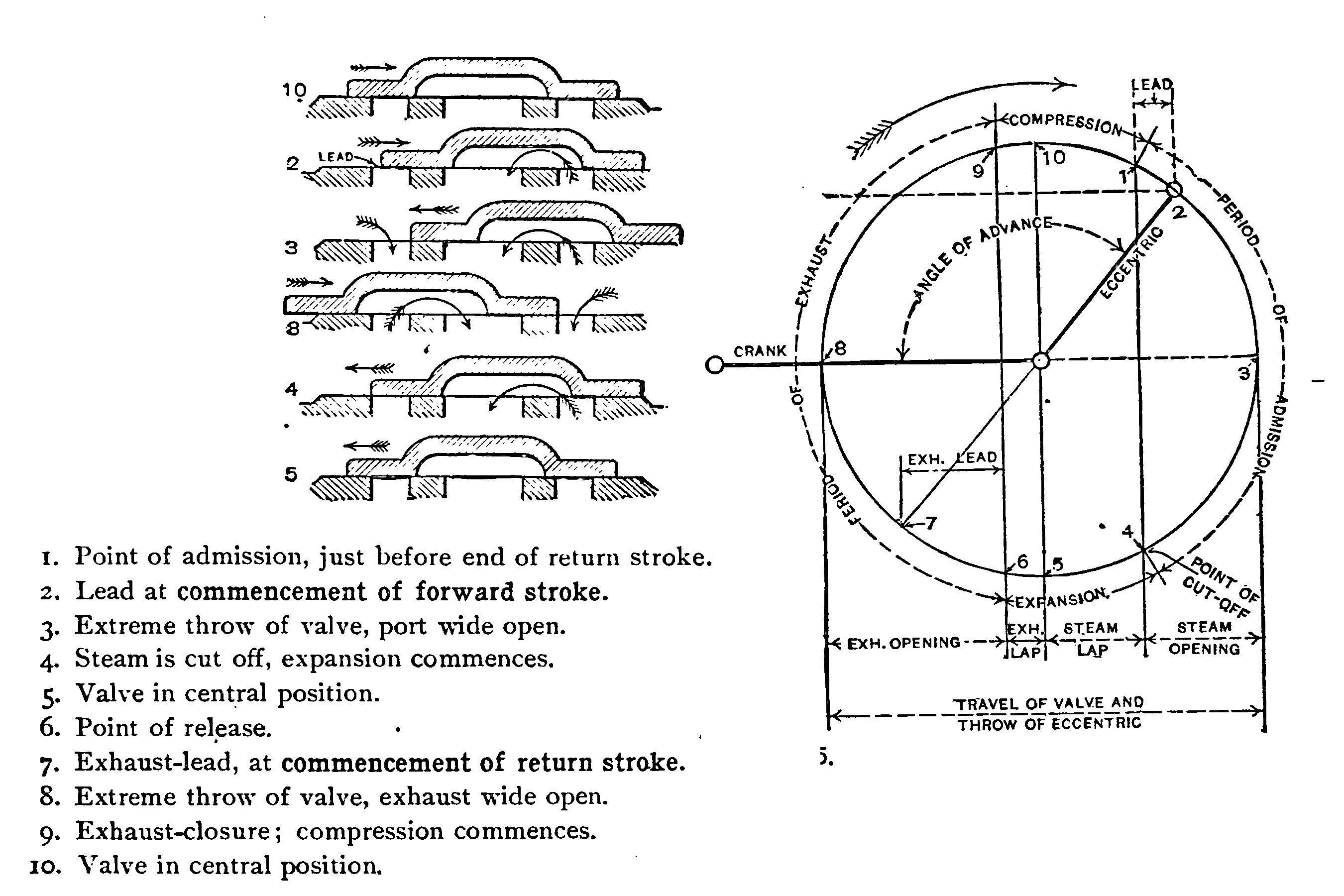
studie van de beweging, "The slide valve and its functions", page 12